# Santa María Apazco
Santa María Apazco är en kommun i Mexiko.   Den ligger i delstaten Oaxaca, i den sydöstra delen av landet, 290 km sydost om huvudstaden Mexico City.
Följande samhällen finns i Santa María Apazco:
- Tierra Colorada
- Pericón
- Llano del Sabino